# Centrale Kalahari Wildreservaat
Het Centrale Kalahari Wildreservaat (Engels: Central Kalahari Game Reserve) is een uitgestrekt nationaal park in de Kalahari van Botswana. Het werd opgericht in 1961 en heeft een oppervlakte van 52.800 vierkante kilometer, bijna 10% van het totale landoppervlak van Botswana). Daarmee is het het op een na grootste wildreservaat ter wereld.
Het terrein is grotendeels vlak en zacht glooiend bedekt met struiken en grassen die de zandduinen bedekken en gebieden met grotere bomen. Vele van de rivierdalen zijn versteend met zoutpannen. Vier "gefossiliseerde" rivieren kronkelen door het reservaat, waaronder Deception Valley, dat zich ongeveer 16.000 jaar geleden begon te vormen.

## Bewoning
De Bosjesmannen of  San hebben het gebied al duizenden jaren bewoond sinds ze als nomadische jagers door het gebied zwierven. Sinds het midden van de jaren negentig heeft de regering van Botswana echter geprobeerd de Bosjesmannen uit het reservaat te verplaatsen, ondanks de inkomsten uit het toerisme. In 1997 werd driekwart van de gehele San-bevolking uit het reservaat verplaatst en in oktober 2005 had de regering de gedwongen verhuizing naar hervestigingskampen buiten het park hervat, waardoor er slechts ongeveer 250 permanente bewoners overbleven.
In 2006 verklaarde een rechtbank in Botswana de ontruiming onwettig en bevestigde het recht van de Bosjesmannen terug te keren naar het reservaat. Vanaf 2015 hebben de meeste Bosjesmannen echter geen toegang meer tot hun traditionele land in het reservaat. Een landelijk verbod op de jacht maakte het voor de Bosjesmannen illegaal om hun traditionele jager-verzamelaarslevensstijl uit te oefenen, ondanks mogelijkheden voor jacht en toerisme 
In 2014 werd er een diamantmijn geopend in het zuidoostelijke deel van het reservaat.
Een enorme bosbrand in en rond het park midden september 2008 heeft ongeveer 80 procent van het reservaat in de as gelegd. De oorsprong van de brand bleef onbekend.

## Fauna
Het park is het leefgebied voor vele wilde dieren zoals de giraffe, de Afrikaanse olifant, witte neushoorn, Kaapse buffel, gevlekte hyena, bruine hyena,  honingdas, meerkat, gele mangoest, knobbelzwijn, cheetah, caracal, Afrikaanse wilde hond, jakhals, grootoorvos, Kaapse vos, luipaard, leeuw, gnoe, zebra, eland, sabelantilope, gemsbok, springbok, steenbok, impala, grote koedoe, aardvarken, Kaapse grondeekhoorn, Kaapse haas, Zuid-Afrikaans stekelvarken, chacma-baviaan, hartenbeest en struisvogel.